# 北海道真圓鰭魚
北海道真圓鰭魚，為輻鰭魚綱鮋形目杜父魚亞目絨杜父魚科的其中一種，為溫帶海水魚，分布於西北太平洋從日本北海道至鄂霍次克海南部海域，棲息深度20-900公尺，體長可達12公分，棲息在底層水域，生活習性不明。

## 扩展阅读
維基物種上的相關：北海道真圓鰭魚